# 1483
1483 (MCDLXXXIII) fue un año común comenzado en miércoles del calendario juliano.

## Acontecimientos
- 9 de abril: coronación de Eduardo V de Inglaterra.
- 29 de abril: finaliza oficialmente la conquista de Gran Canaria por la Corona de Castilla.
- 14 de mayo - Coronación de Carlos VIII el Amable.
- 18 de junio: Fundación de Puerto Real por los Reyes Católicos.
- 20 de junio: el poderoso Fernando II de Braganza, es ejecutado en Portugal, seguido por más de 80 nobles, por su complot contra la corona real.
- 25 de junio: antes de su coronación, el rey Eduardo V de Inglaterra es depuesto por su tío, Ricardo, duque de Gloucester, que se convierte en rey como Ricardo III de Inglaterra.
- 9 de agosto: se abre la Capilla Sixtina en el Palacio Apostólico de Roma.
- 28 de octubre: Reconquista definitiva de la villa de Zahara de la Sierra por Rodrigo Ponce de León.
- Tomás de Torquemada es nombrado Inquisidor general.
- Se promulga un decreto en Sevilla que anuncia la expulsión de los judíos de la región andaluza.
- Isaac Abravanel huye de Portugal, después de haber sido implicado en un complot contra el rey.
- Giovanni Bellini es nombrado pintor oficial de la República de Venecia.

## Nacimientos
- 4 de febrero: Ridolfo Ghirlandaio, pintor italiano (f. 1561).
- 14 de febrero: Babur, emperador mogol (f. 1530).
- 6 de abril: Rafael, pintor y arquitecto italiano (f. 1520).
- 10 de noviembre: Martín Lutero, monje alemán (f. 1546).

## Fallecimientos
- 12 de febrero: Francisco I de Foix, rey de Navarra (n. 1469)
- 27 de febrero: Guillermo VIII de Montferrato (n. 1420)
- 9 de abril: Eduardo IV de Inglaterra.
- 13 de junio: William Hastings, ejecutado (n. 1431)
- 30 de agosto: Luis XI de Francia.